# 毕奥数
毕奥数（Biot number，Bi）是熱傳學中的無因次量，以法国物理学家让-巴蒂斯特·毕奥的名字命名。
热量传递中，毕奥数指传热阻力与对流阻力之比，决定固体温度的一致性，计算式为：
{\displaystyle \mathrm {Bi} ={\frac {hL}{k_{solid}}}}
其中
- {\displaystyle h} 为传热系数，
- {\displaystyle L} 为特征长度，
- {\displaystyle k_{solid}} 为固体的热导率。

质量传递中，毕奥数指扩散阻力与反应阻力之比，决定固体浓度的一致性，计算式为：
{\displaystyle \mathrm {Bi} _{m}={\frac {h_{m}L}{D_{solid}}}}
其中
- {\displaystyle h_{m}} 为传质系数（英语：Mass transfer coefficient），
- {\displaystyle L} 为特征长度，
- {\displaystyle D_{solid}} 为固体的质量扩散率。